# Diputación Provincial de Cádiz

Bandera de la Diputación Provincial de Cádiz.

La Diputación Provincial de Cádiz es una institución pública que presta servicios directos a los ciudadanos y presta apoyo técnico, económico y tecnológico a los ayuntamientos de los municipios de la provincia de Cádiz, en la comunidad autónoma de Andalucía, España. Además, coordina algunos servicios municipales y organiza servicios de carácter supramunicipal. Tiene su sede central en la ciudad de Cádiz.

## Composición
Está compuesta por treinta y un representantes de los cuarenta y cinco ayuntamientos que componen la provincia. Estos son elegidos de acuerdo al número de votos que consiguen los partidos políticos en las elecciones municipales celebradas cada cuatro años. Cada partido judicial, que puede constar de uno o varios municipios, tiene asignado un número de diputados provinciales en función de su población.
El presupuesto anual de 2010 para la Diputación de Cádiz ascendió a 292.771.659 euros, equivalente al coste de construcción del puente de la Constitución de 1812 o que supone casi 3 veces más que el presupuesto de programas para la igualdad del Ministerio de Igualdad. En el mes de junio de 2010, mediante medidas "anticrisis", el presupuesto bajó considerablemente.
Después de las elecciones municipales de 2023, a partir de las cuales son elegidos los  diputados provinciales, esta es la composición de la Diputación. Actualmente existe un gobierno del PP merced a un pacto con La Línea 100x100.
| Actual distribución de la Diputación tras las elecciones municipales de 2023 | Actual distribución de la Diputación tras las elecciones municipales de 2023 | Actual distribución de la Diputación tras las elecciones municipales de 2023 | Actual distribución de la Diputación tras las elecciones municipales de 2023 | Actual distribución de la Diputación tras las elecciones municipales de 2023 |
| Partido político                                                             | Votos                                                                        | %                                                                            | Diputados                                                                    |                                                                              |
| ---------------------------------------------------------------------------- | ---------------------------------------------------------------------------- | ---------------------------------------------------------------------------- | ---------------------------------------------------------------------------- | ---------------------------------------------------------------------------- |
| Partido Popular Andaluz (PPA)                                                | 179.521                                                                      | 32,51%                                                                       | 14                                                                           |                                                                              |
| Partido Socialista Obrero Español de Andalucía (PSOE-A)                      | 164.903                                                                      | 29,86%                                                                       | 14                                                                           |                                                                              |
| La Línea 100x100 (LL100X100)                                                 | 17.238                                                                       | 3,12%                                                                        | 2                                                                            |                                                                              |
| Izquierda Unida Los Verdes-Convocatoria por Andalucía (IULV-CA)              | 34.093                                                                       | 6,17%                                                                        | 1                                                                            |                                                                              |

### Distribución de escaños por partidos judiciales
| Partido judicial         |    |    |   |   | Diputados |
| ------------------------ | -- | -- | - | - | --------- |
| Algeciras                | 3  | 1  |   |   | 4         |
| Arcos de la Frontera     | 1  | 2  |   |   | 3         |
| Cádiz                    | 2  | 1  |   |   | 3         |
| Chiclana de la Frontera  | 2  | 2  |   |   | 4         |
| El Puerto de Santa María | 2  | 2  |   |   | 4         |
| Jerez de la Frontera     | 3  | 2  |   |   | 5         |
| San Fernando             | 1  | 2  |   |   | 3         |
| Sanlúcar de Barrameda    |    | 1  |   | 1 | 2         |
| San Roque                |    | 1  | 2 |   | 3         |
| Total                    | 14 | 14 | 2 | 1 | 31        |

## Presidentes
| Inicio | Final | Presidente                          | Partido | Partido |
| ------ | ----- | ----------------------------------- | ------- | ------- |
| 1979   | 1983  | Gervasio Manuel Hernández Palomeque |         | PSOE-A  |
| 1983   | 1990  | Alfonso Perales                     |         | PSOE-A  |
| 1990   | 1995  | Jesús Ruiz Fernández                |         | PSOE-A  |
| 1995   | 2003  | Rafael Román Guerrero               |         | PSOE-A  |
| 2003   | 2011  | Francisco González Cabaña           |         | PSOE-A  |
| 2011   | 2015  | José Loaiza                         |         | PPA     |
| 2015   | 2022  | Irene García Macías                 |         | PSOE-A  |
| 2022   | 2023  | Juan Carlos Ruiz Boix               |         | PSOE-A  |
| 2023   |       | Almudena Martínez del Junco         |         | PP-A    |

## Obras
La Diputación de Cádiz ha ejercido numerosas obras en la propia ciudad de Cádiz, pese a que no fuera una labor estrictamente de la Diputación.
El más significativo es el Balneario de Nuestra Señora de la Palma y del Real, construido por la Diputación para ofrecer una alternativa de ocio, de playa y baños de mar a la población que habitaba en el casco antiguo de Cádiz.

## Centros
La Diputación cuenta con diversos centros por toda la provincia, como:
- Centro Experimental Agrícola y Ganadero[4]
- En breve contará con el antiguo Instituto Santa María del Rosario de Cádiz, donde alojará su colección pictórica contemporánea.[5]